# 于樹潔
于樹潔，中華民國（台灣）政治人物，曾任高雄市第八、九屆市議員，及高雄市（直轄市）臨時市議會議員，後代表中國國民黨在高雄市選區當選為第一屆第三次增額立法委員。